# 渡瀬マキ
渡瀬 マキ（わたせ マキ、1969年2月22日 - ）は、日本の歌手、タレント。1986年に芸能界デビュー、1987年にアイドル歌手としてデビュー。1988年に結成（2002年に一時解散したのち2014年に本格再始動）されたバンド「LINDBERG」のボーカルとして知られる。夫・平川達也と設立したティンカティンカ所属（アップフロントクリエイトと業務提携）。

## パーソナルデータ
- 本名：平川 麻紀（旧姓：渡瀬）
- 誕生日：1969年2月22日
- 出身地：三重県鳥羽市
- 身長：156cm
- 血液型：O型
- ニックネーム：チャンマキ

## 来歴
- 小学生の頃から松田聖子に憧れ、ドライヤーで聖子ちゃんカットを作り、母親のイヤリングを借りてなりきり、妹と共に歌っていた。
- 歌手を目指し、中3から名古屋市のジャパン・アーチスト・オフィスにて歌唱などを学ぶ。レッスン費用と鳥羽駅～名古屋駅の近鉄特急の運賃を自身のアルバイトで捻出し、電車内では尾崎豊、レベッカなどの曲を聴いていた。
- 1986年、約8千人応募の中「1986ヤングジャンプクイーン」グランプリを受賞して芸能界入り。東京に転居し三重県立鳥羽高校から東京都立代々木高校に転校し、卒業。本名の渡瀬麻紀として活動を開始し、同年10月からフジテレビ『正義の味方株式会社』にレギュラー出演。
- 事務所では、万が一悪いニュースで取り上げられた際に、本名では故郷に帰れなくなるなどの不都合を心配し、鳥羽市出身の演歌歌手鳥羽一郎にあやかり鳥羽麻紀と命名しようとする。しかし、本人はそれを断って、本名の渡瀬麻紀でデビューすることにした。
- 1987年6月、「パールモンド・Kiss」でアイドル歌手としてデビュー。当時のキャッチフレーズは「真珠のような女の子」(出身地である鳥羽に因んで)。同期デビューには、森高千里、永井真理子、酒井法子、畠田理恵、BaBe、立花理佐、石田ひかり、仁藤優子などがいた。
- 1988年、アイドルとして活動していることに違和感を覚えており、事務所が用意したアイドル衣装ではなく、内緒で持参したボロボロジーンズにロックTシャツでステージに上がり周囲を驚かせる。当然事務所の社長に呼び出され叱られるが「何か違う気がするんです」と葛藤を訴える。協議の結果、社長により「じゃあ、デパート屋上じゃなくてライブハウスにして、カラオケやめて生バンド演奏にしようか」と路線の変更を決定。その意を受けた音楽プロデューサー佐藤宣彦が、名ギタリスト土方隆行に師事していた（後のLINDBERGギター）平川達也を見出しバックバンドを結成。
- 1988年、バックバンドの平川達也と雑談中に、何気なく自作の詩を見せたところ「折角だから曲をつけてあげるよ」と平川が持ち帰り、数日後に完成した曲が初作品の「MINE」であり、自身の想いを綴った詩が歌になったことに感動した渡瀬はその後も数多くの曲を生み出すこととなる。「MINE」はアイドル時代最終期に歌われ後にアルバム『LINDBERG I』に収録（作詞渡瀬麻紀と記載）される。初作品であるが、飾り気なくストレートに寄り添う歌詞である上、それをひたむきに歌う渡瀬の姿と歌声が相まって、多くのファンが癒され勇気づけられると共に、LINDBERGが始まった曲としてファン達から大切にされ続け、2022年のファン投票で数百タイトルあるLINDBERG名義の曲の中から1位に選ばれた。
- 1988年、アイドル時代のバックバンドメンバーの平川達也、平川の音楽仲間で周囲から一目置かれる存在であった川添智久、平川の高校の先輩で既にプロドラマーとして活躍し技術に定評のあった小柳昌法と共に、バンド「LINDBERG」を結成。1989年にデビュー。
- 1990年4月から1991年12月まで『オールナイトニッポン』木曜2部のパーソナリティを担当。
- 1995年、渡瀬マキ名義でのソロアルバムをリリース。
- 1997年10月16日、平川達也と結婚。
- 1999年11月6日、長男を出産。
- 2002年8月24日、LINDBERGが解散。その後、音楽活動を休止する。
- 2003年8月26日、長女を出産。
- 2006年、自身がプロデュースした子供服ブランド「Ontembaar」[1]を立ち上げる。
- 2007年5月、長男がファンであるという子供番組『モンすたージオ』のテーマソング作成の依頼を受け、解散以来5年振りの新曲「色々iroiro」（作詞：渡瀬マキ、作・編曲：平川達也）を発表。2007年11月21日発売の『いっしょにうたおう モンすたベスト』に収録される[2]。
- 2008年、平川達也とのユニット「スマイルゴーラウンド」を結成。
- 2008年12月15日、2009年2月22日の40歳誕生日（初のソロ）ライブ「Present」開催を発表[3]。
- 2009年2月のソロライブ「Present」にて、同年12月31日まで期間限定のLINDBERG再結成を発表。
- 2010年、平川達也とのユニット「タツマキ」を結成。
- 2013年10月、所属事務所をアップフロントクリエイトへ移籍。
- 2014年1月、LINDBERGが結成25周年を迎えるのに伴い、4年ぶりに再始動することが明らかとなった[4]。
- 現在、2児の母として、また子供服のデザイン・販売、詩の提供など行い、「タツマキ」としても精力的に活躍中。また、タレントとして情報番組やバラエティ番組にも出演。
- 2015年5月7日、第8回ベストマザー賞音楽部門を受賞[5]。
- 2018年4月11日、「機能性発声障害」と診断されたことを明らかにする[6]。
- 2023年3月末をもってアップフロントクリエイトとの専属マネージメント契約を終了し、業務委託に変更（発表は同年3月23日）[7]。
- 2023年4月1日、平川達也と株式会社ティンカティンカの立ち上げを発表[8]。
- 2024年12月1日　ベストメガネコンタクトを運営するベストメディカルサービス株式会社のアンバサダーに就任。 眼の健康の啓発を推進。

## 人物

### 家族
- 夫（平川達也）、息子、娘がいる。
- 息子が幼稚園に入った頃から弁当を作り始めて、そのうち娘も幼稚園に入ったので途切れることなく[9]朝6時には起きて[9]16年間弁当を作り続けた[10][11]。弁当最終日には「本日を持ちましてお弁当製造係から母ちゃん卒業します。イェイ！年少さんから今日まで母ちゃんのお弁当を食べてくれてありがとう」という手紙を添えていたという[9]。『ジェーン・スー 生活は踊る』（2022年2月15日放送）では平川の仕事部屋からリモート出演をして、弁当の作り方のコツを伝授した[10][11]。
- 子供達から「マキちゃん」と呼ばれている。
- 本人曰く「ドジなお母さんやもんで、週4で寝坊する」と語り「起きる気ないやん！」とつっこまれた事がある。
- 好きな言葉「ありがとう」
- 歌に込める想い：「絶対立ち上がれると伝えたい。生きているとそこら中に石ころが転がっていて、誰もが絶対つまづくときがあると思う。そんな時、時間はかかっても絶対に立ち上がれるんだって伝えたい。だって、私自身がそうだったから」

## 交友関係
- 岸谷香 - 家を訪問したり食材や調味料の情報交換をする関係である[11]。
- 森高千里-デビュー同期の親友
- 永井真理子 -デビュー前からの友人で現在も交流がある。2023年、自身のTwitterで渡瀬と二人で食事をした時の写真を紹介している。
- 久宝留理子 - 渡瀬と永井真理子とはデビュー前からの共通の友人で現在も交流があり、2020年に3人で食事をした時の写真が公開されて話題になった。
- 相川七瀬　-茶飲み友達

- 荻野目洋子
- 藤川球児
- 森重樹一
- 相田翔子

## エピソード
- 1995年（夏）鳥羽の海水浴場に泳ぎに行くも、かつてアルバイトをしていた海の家が多忙であるのを見て繁忙期間中手伝うこととし、大勢の海水浴客の面前で首にタオルを巻いて日々ヤキソバを焼いていたが誰にも気付かれることがなかった。
- 2007年8月6日放送のテレビ朝日系『快感MAP』に、「タカアンドトシが大好きだったあの人に会いたいMAP」という企画で出演した際には、音楽活動時と変わらぬ雰囲気と鳥羽弁でタカアンドトシを喜ばせた[12]。
- 2007年3月14日、「every little thing every precious thing」を入場曲にしている阪神の藤川球児と初対面し、曲に対する思いを聞く[13]。
- 2007年8月18日放送の毎日放送『知っとこ!』に、藤川球児の特集コーナーにコメント出演[14]。同年8月28日には甲子園球場で阪神対広島戦を観戦[15]。藤川の登場シーンと球場に流れる「every little thing every precious thing」の大合唱でメガホンを揺らし一体となる球場の様子を実際に見て感動し、涙を流した[16]。
- 2020年の藤川の引退セレモニーでは甲子園で藤川に花束を贈呈した。

## ディスコグラフィ

### シングル（7"）
「渡瀬麻紀」名義でシングルを3枚発表している。
1. パールモンド・Kiss / 涙のキッス（1987年6月1日 7DX-1500 ポリドール）
2. I Love You / コラ! Lazy Boy（1987年9月25日 7DX-1525 ポリドール）
3. ノーカウント / 雨は止まない（1988年4月1日 7DX-1511 ポリドール）

### アルバム（CD）
全て「渡瀬マキ」名義によるもの。
1. message d'amour（1995年9月21日 / BVCR-719）
2. double berry（1997年3月5日 / BVCR-782）
3. Happiness on The Kitchen Table（2002年5月29日 / LCFC-0003）

### 非売品
- 鉄腕アトム（2008年12月、グッドイヤー「ICE NAVI ZEA」CMソング） - CM公開時期にタイヤを購入すると限定でプレゼントされた。
- たいせつなともだち（2013年春、ベネッセコーポレーション 卒園ソング） - 『チャレンジ1年生』販促用DVDのエンディングテーマとして使われていた曲のカバー。2013年春配布盤に「ありがとうようちえんver.」と「ありがとうほいくえんver.」の2曲が、渡瀬のボーカルによるボーナス・トラックとして収録されている。

### 参加楽曲
- 「OVER THE TOP」 EASY GLIP guest vocal．渡瀬マキ
Album『TEENAGE GRAFFITTI』M-02 (バッドニュース, 2002/1/23, BACA-8) LINDBERGのカバー
- 「恋のドッキドキ大作戦」 THE イナズマ戦隊 feat. 渡瀬マキ (from LINDBERG)
Single『恋のドッキドキ大作戦』M-1 (日本クラウン, 2009/4/22, CRCP-10219)
Album『ジタバタ大作戦!!』M-5 (日本クラウン, 2009/5/20, CRCP-40237) Album Mixにて収録
- 「今すぐKiss Me」 JURIAN BEAT CRISIS feat．渡瀬マキ
Album『JURIAN BEAT CRISIS』M-14 (avex, 2010/9/1, AVCD-38151/AVCD-38152) LINDBERGのカバー

### オムニバス
- 「色々iroiro」(オリジナル未収録)
『いっしょにうたおう モンすたベスト "色々iroiro"』M-2 (ポニーキャニオン, 2007/11/21, PCCG-868)
- 「星の降る街」(『Message d'amour』収録曲)
『Winter Lovers -X'mas, Winter Song Collection-』M-12 (BMG JAPAN, 2006/11/8)
『Kiss -X'mas love story-』M-10 (BMG JAPAN, 2003/11/26)

## 提供曲
- 作詞「純情ってなんだい?」 川添智久
AL『WATER COLORS』（1994年12月15日 / PHCL-5505）
- 作詞「南十字星」 Chère
SG『カスタード』（2000年1月21日 / EPDE-1059）
- 作詞「ボクの未来」 TOKIO
SG『どいつもこいつも／ボクの未来』（2001年3月7日 / UUCH-5015）
- 作詞「ずっとキミがすきだった」 奥田綾乃
SG『ずっとキミがすきだった』（2002年3月27日 / EPCE-5151）

### ・作詞「every little thing every precious thing」乙葉
LINDBERGのカバー。
　　(『LINDBERG IX』（リンドバーグ・ナイン、1996年9月9日発売。発売元はテイチクのインペリアルレコードレーベル。）M-5には25枚目のシングルのRemix版が収録されている。) 

　　AL『OtohaCD Volume1』M-7 (2002年5月22日 / HDCA-10099）
- 作詞「Hold my soul」 島谷ひとみ
SG『亜麻色マキシ』（2002年7月10日 / AVCD-30382）
- 作詞「ふたりの空」 CLOUDICA
AL『thanks & greetings』（2006年10月14日 / MAE-79003）
- 作詞「time 〜僕らがまだ知らないチカラ〜」 宮崎羽衣
SG『キズナノ唄』（2009年5月27日 / FVCG-1089 （初回限定盤） / FVCG-1090 （通常盤））
- 作詞「Good Luck Darling」 TrySail
AL『Re Bon Voyage』（2021年9月15日）

## 単行本
- しあわせなおなか（2000年7月、集英社、ISBN 4-08-333018-X）

## 出演

### テレビ番組
- 正義の味方株式会社（フジテレビ 、1986年10月 - 1987年3月）
- てれび夢組（フジテレビ 、1987年4月 - 7月）
- ブラボー！夢工場（フジテレビ、1987年7月 - 8月）
- 新春かくし芸大会（フジテレビ、1988年1月1日）
- クイズなっとく歴史館（フジテレビ、1988年4月 - 1989年9月28日）
- ドラゴンズHOTスタジオ（東海テレビ、1988年4月 - 9月） - 初代アシスタント
- コケコッコー（名古屋テレビ、1988年4月 - 7月）
- いっぷく!（TBS、2014年4月 - 9月） - 曜日パーソナリティー（火曜担当）
- 口コミ新発見 旅ぷら（読売テレビ、2017年9月17日）
- 乃木坂スター誕生!（日本テレビ、2021年8月31日）

### ラジオ番組
- ABCラジオファンキーズ（ABCラジオ、1987年） - 月曜日マンスリーアシスタント
- 土曜ワイド 吉田照美のハッピーTOKYO（TBSラジオ、1988年10月 - 1989年9月）
- おもいっ気りサンデー（FM三重、1989年頃[いつ?]） - コーナー出演
- 渡瀬マキのオールナイトニッポン（ニッポン放送、木曜2部、1990年4月 - 1991年12月）ディレクター 江尻秀昭
- 森永乳業presents 渡瀬マキのヒーリング・ヴィーナス（TOKYO FM、1996年 - 1999年）
- ジェーン・スー 生活は踊る（TBSラジオ、2022年2月15日）コーナー出演[10][11]

### ネット配信番組
- MUSIC+ #1 - #47 （YouTube、2014年5月9日 - 2015年3月27日） - レギュラーMC （中島卓偉、田中れいなと担当）

### 映画
- 丹波哲郎の大霊界2 死んだらおどろいた!! （丹波企画 /松竹富士 1990年） - 天使トト役

## ライブ出演
※LINDBERGとしての出演を除く。
- 2009年02月22日、ソロライブ"Present" @Shibuya DUO(渋谷)
- 2009年07月10日、ソロライブ"Present" @O-EAST(渋谷)
- 2009年07月17日、ソロライブ"Present" @CLUB QUATTRO(心斎橋)
- 2010年05月15日、イベント"JAPAN JAM 2010" @富士スピードウェイ(静岡) (10-FEETのゲスト)
- 2010年08月01日、イベント"GIRL POP FACTORY 01" @Zepp Tokyo(お台場)
- 2010年09月11日、動物愛護イベント"Save one Smile〜NUKUMORI〜" @Shibuya DUO(渋谷) [タツマキ]
- 2010年09月12日、JURIAN BEAT CRISIS"デビューアルバム発売記念ミニライブ" @川崎ラゾーナ(ルーファ広場)
- 2010年11月13日、イベント"第5回 渋谷音楽祭 Openning Live" @C.C.Lemonホール(渋谷)
- 2011年03月31日、チャリティーイベント"越路緊急ミーティング" @月見ル君想フ(青山) [タツマキ]
- 2011年09月10日、JURIAN BEAT CRISIS"デビュー2周年記念ワンマンライブ!" @shibuya eggman(渋谷)
- 2012年02月24日、タツマキ"2月の会 Vol.1" @O-WEST(渋谷)
- 2013年02月23日、タツマキ"2月の会 Vol.2" @O-WEST(渋谷) →体調不良のため中止
- 2013年06月06日、"Guitar☆Man LIVE #005 -KING OF POPS-" @東京キネマ倶楽部(鴬谷) [タツマキ]
- 2013年06月21日、ソロライブ"渡瀬マキの音楽室" @KIWA(二子玉川)
- 2014年01月18日、MUSIC FESTA Vol.2 @なんばHatch（大阪）
- 2014年01月25日、MUSIC FESTA Vol.2 @Zepp Fukuoka（福岡）
- 2014年02月01日、MUSIC FESTA Vol.2 @Zepp Sapporo（札幌）
- 2014年02月16日、MUSIC FESTA Vol.2 @CLUB CITTA'（川崎）
- 2014年02月23日、MUSIC FESTA Vol.2 @CLUB DIAMOND HALL（名古屋）
- 2014年06月08日、TOSHI祭り！BUZZ☆DRUM 〜30th Anniversary & Birthday〜 Produced by GLAY @渋谷公会堂(渋谷)
- 2015年04月18日、MUSIC FESTA Vol.3 @Zepp Sapporo（札幌）
- 2015年04月29日、MUSIC FESTA Vol.3 @DRUM LOGOS（福岡）
- 2015年05月04日、MUSIC FESTA Vol.3 @Zepp Nagoya（名古屋）
- 2015年05月09日、MUSIC FESTA Vol.3 @umeda AKASO（大阪）
- 2015年05月15日、MUSIC FESTA Vol.3 @TSUTAYA O-EAST（東京）

## 註
1. ↑  「Ontembaar公式ウェブサイト」(現在、サイトは閉鎖)
2. ↑  元リンドバーグの渡瀬マキ、解散後5年ぶりの新作発売（BARKS）
3. ↑  渡瀬マキのオンテンバールなブログ. “ライブやる!”. 2008年12月29日閲覧。
4. ↑  LINDBERG、4年ぶり再始動で「音返し」 - オリコン 2014年1月14日。
5. ↑  “ベストマザー賞”. LINDBERG渡瀬マキ オフィシャルブログ (2015年5月7日). 2015年5月7日閲覧。
6. ↑  “渡瀬マキ「身体が弱っていき」機能性発声障害を発表”. 日刊スポーツ (日刊スポーツ新聞社). (2018年4月11日) 2018年4月11日閲覧。
7. ↑  “渡瀬マキに関するお知らせ”. アップフロントクリエイト (2023年3月23日). 2023年3月23日閲覧。
8. ↑  『ファンの皆さまへ』（プレスリリース）。2023年4月3日閲覧。
9. 1 2 3  ジェーン・スー 生活は踊る「スーさん、これいいよ！」 2022年2月15日 13時39分30秒〜放送
10. 1 2 3  “食べこぼしに、ペン汚れ・・・スーさんも番組スタッフも、かなりな「#こぼし屋 」ということで、#洗濯ハカセ に出先でのシミの対処法を教えてもらいました。…”. Instagram (2022年2月15日). 2022年2月17日閲覧。
11. 1 2 3 4  “16年間続いたお弁当作りのコツとは？【渡瀬マキ直伝】”. TBSラジオ (2022年2月15日). 2022年2月17日閲覧。
12. ↑  2007/8/6 「タカアンドトシが大好きだったあの人に会いたいMAP」
13. ↑  日刊スポーツ 2007年3月15日 4面
14. ↑  本人のブログの記事
15. ↑  “■お知らせ■　渡瀬マキさんよりメッセージ！！”.   藤川球児フィシャルウェブサイト (2007年8月28日). 2016年5月19日閲覧。
16. ↑  2007年8月29日 デイリースポーツ 3面